# 小行星65708
小行星65708（65708 Ehrlich）是一颗绕太阳运转的小行星，为主小行星带小行星。该小行星于1992年9月4日发现。
該小行星以德國細菌學家、1908年諾貝爾生理學或醫學獎得主保羅·埃爾利希命名。

## 轨道参数
小行星65708的轨道半长轴为2.3942401 AU，离心率为0.19。